# About box

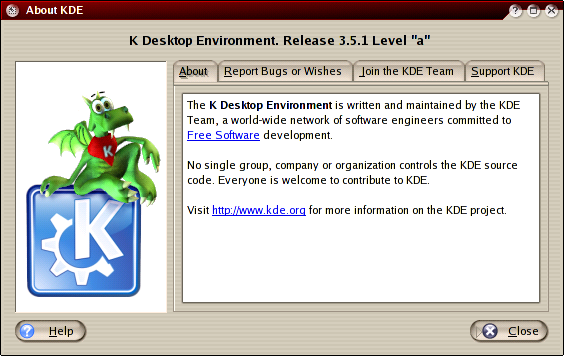
Окно «О программе» в KDE 3.5.1

About box (рус. О программе) — это диалоговое окно, которое отображает информацию о компьютере или конкретном программном обеспечении.
Обычно большинство компьютерных программ включают в себя окна с информацией об имени продукта, а также её установленной версии, названии компании или разработчика, авторском праве. Однако существуют программы, которые включают в подобное окно гораздо больше информации, к примеру, включает в себя регистрационную информацию (обычно для условно бесплатного программного обеспечения), текст лицензионного соглашения и список имён участников проекта.
Концепция About box родилась в первой операционной системе Macintosh, где окно «О программе», как правило, присутствовало первым пунктом в меню Apple. В большинстве программ Microsoft Windows About box-окна могут быть доступны и открыты в строке меню, к примеру, «Главное Меню» — Пункт «Справка» — «О программе». В популярной программе Microsoft Internet Explorer открыть окно About box можно вышеуказанным способом.
Существуют и нетрадиционные методы создания окон About box, многие разработчики-дизайнеры подходят к этому с творческой или даже развлекательной ноткой. Они могут сделать их не квадратными, а в виде облака, прозрачными или анимационными, а также включить туда Пасхальное яйцо.
Многие экраны запуска (если такие существуют в программах) и About box одинаковы или очень похожи по внешнему виду друг на друга. В некоторых случаях, зачастую в веб-браузерах, заставка запуска программы может быть показана и как окно «О программе».